# Czystek biały
Czystek biały (Cistus albidus L.) – gatunek z rodziny czystkowatych (posłonkowatych) (Cistaceae). Występuje naturalnie w regionie śródziemnomorskim – w Afryce Północnej (Algieria, Maroko) i Europie Południowej (Francja, Włochy, Portugalia i Hiszpania). Jest uprawiany w wielu krajach świata. W Polsce odnotowywany głównie w kolekcjach ogrodów botanicznych.

## Morfologia i biologia

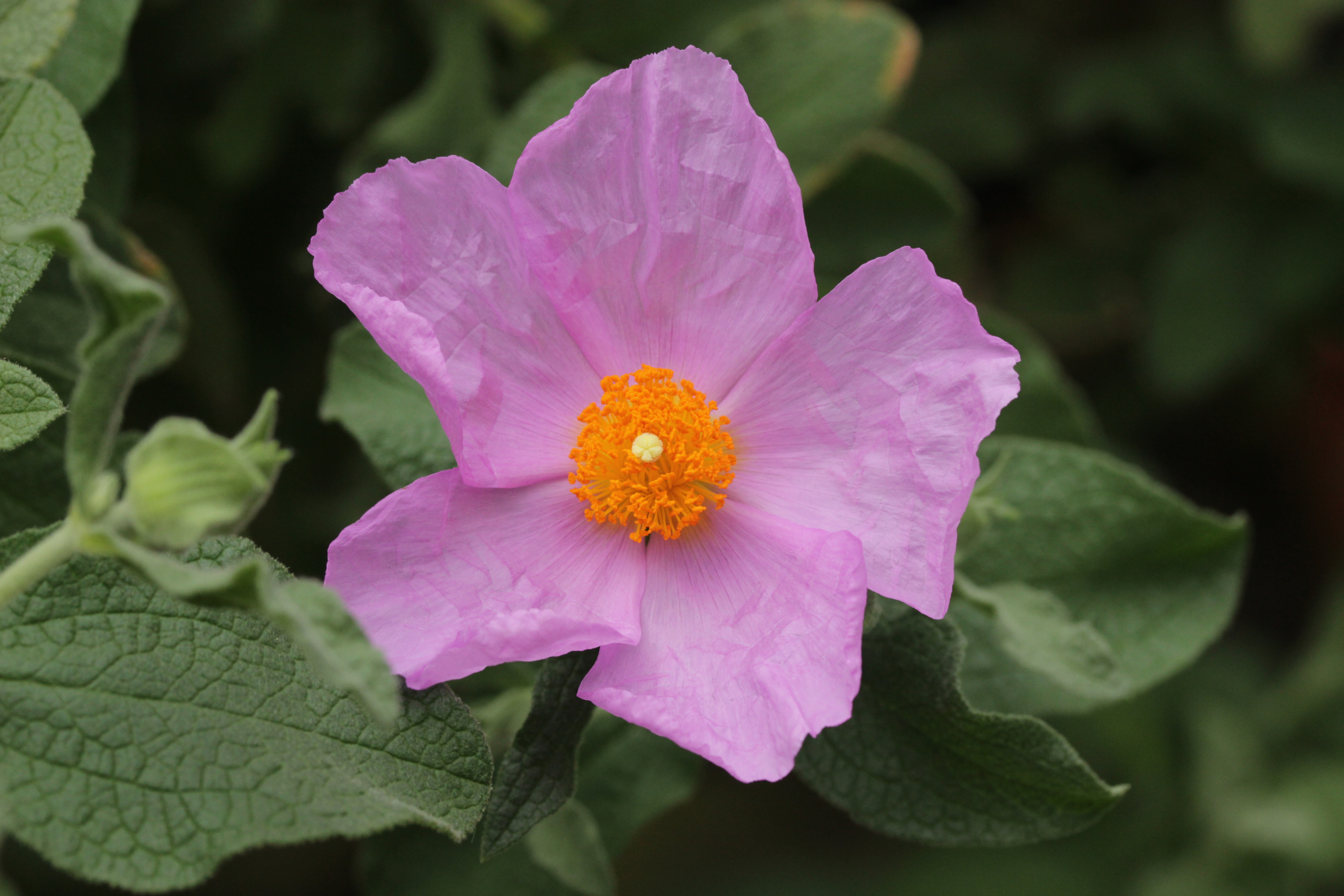
Kwiaty

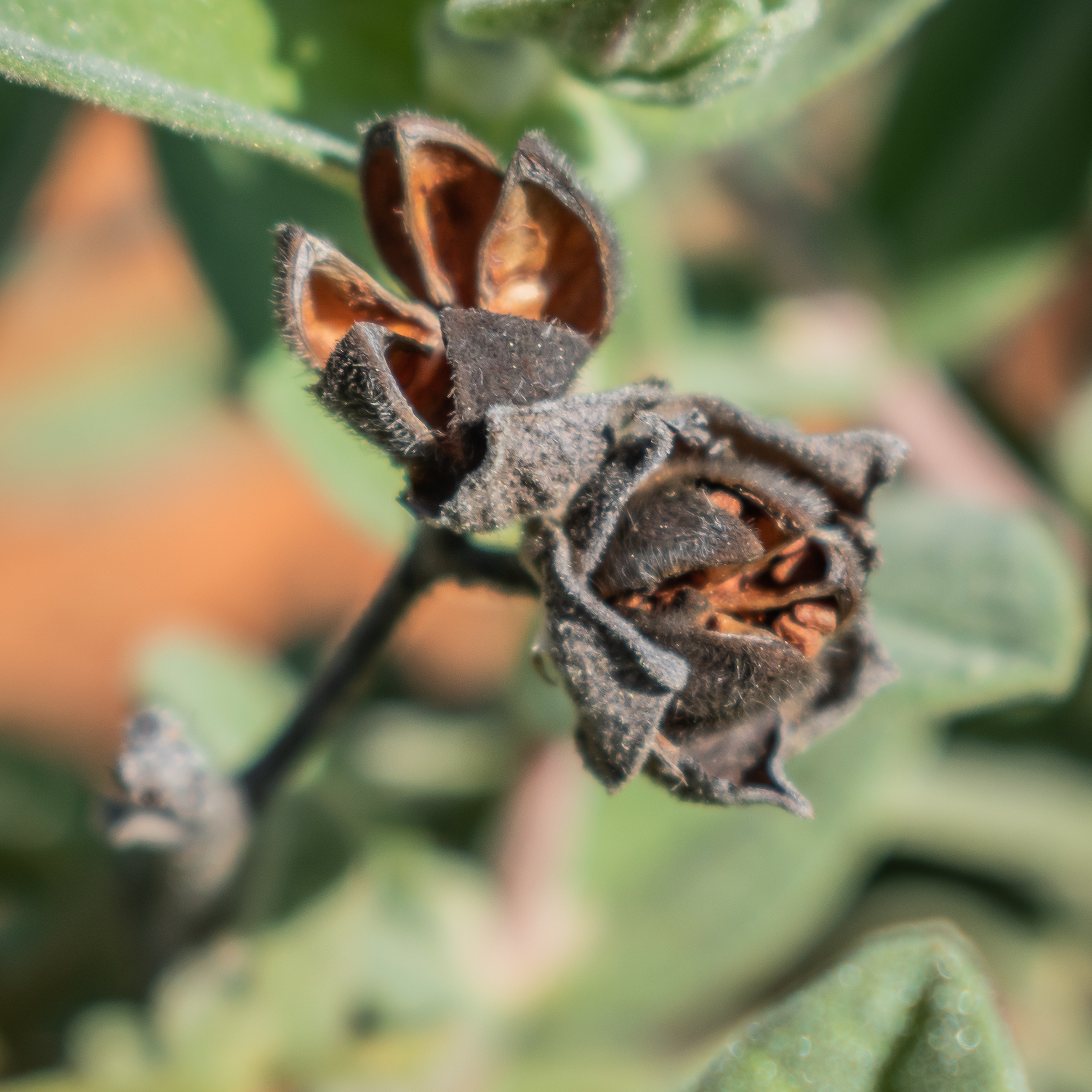
Owoce

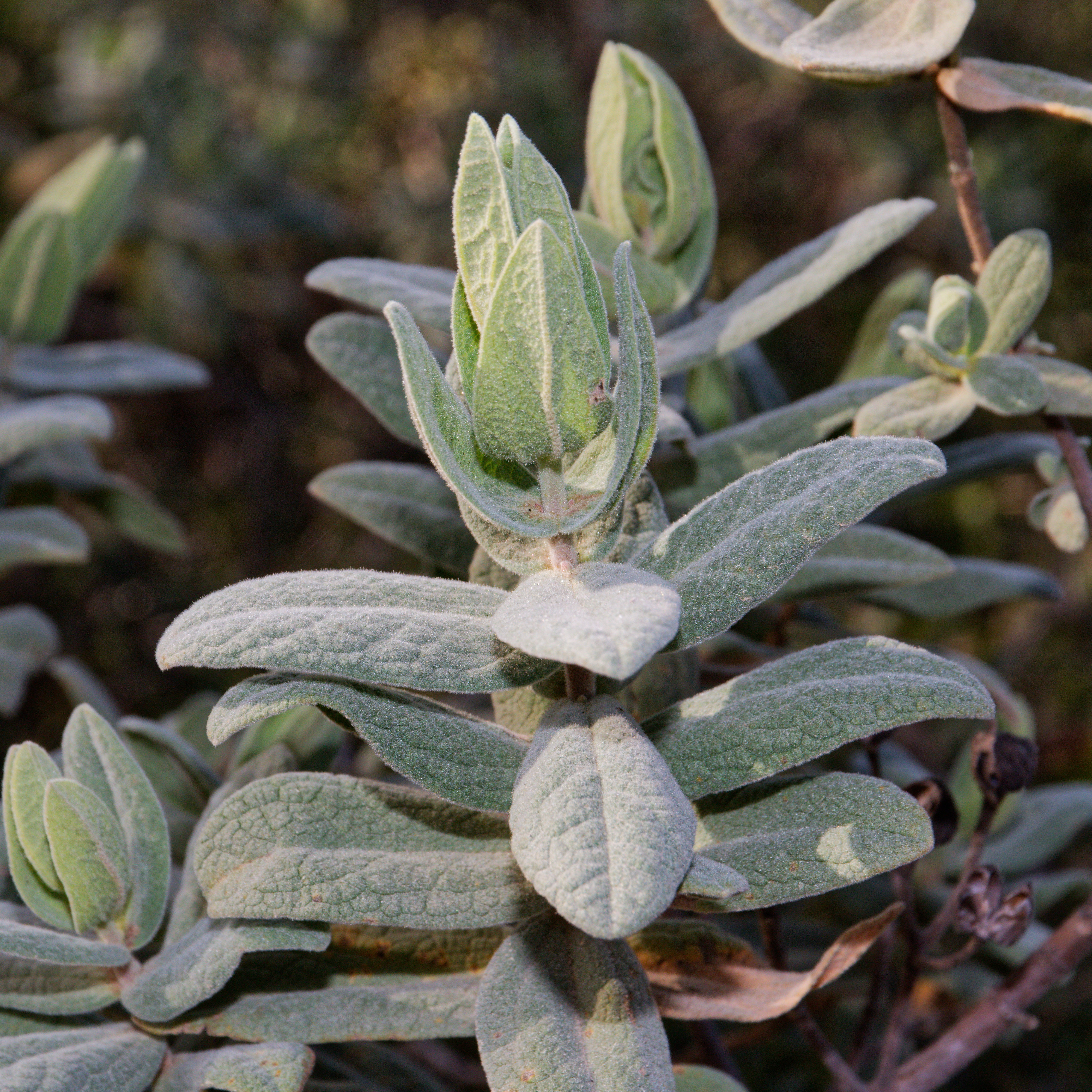
Liście

Wiecznie zielony krzew o wysokości do 1,2 m i szerokości do 2,5 m. Pędy grube, powyginane,  ulistnione od samej ziemi. Liście pojedyncze, duże, kutnerowate. Kwiaty lilioworóżowe, duże, o pomarszczonych płatkach korony. Podczas kwitnienia kwiaty podobne są do kwiatów dzikiej róży.
Tworzy mieszańce z niektórymi innymi przedstawicielami rodzaju, np. z czystek szary (Cistus aincanus) jest mieszańcem Cistus albidus L. i Cistus crispus L.

## Zastosowanie
- W krajach o ciepłym klimacie (strefy mrozoodporności 7-9) jest uprawiany w ogrodach jako roślina ozdobna[6].